# Пакала Вилиџ (Хаваји)
Пакала Вилиџ (енгл. Pakala Village) насељено је место за статистичке потребе у америчкој савезној држави Хаваји. По попису становништва из 2010. у њему је живело 294 становника.

## Демографија
Према попису становништва из 2010. у граду је живело 294 становника, што је -184 (-38.5%) становника више него 2000. године.
| Група             | 2000.       | 2010.      |
| Белци             | 65 (13,6%)  | 44 (15,0%) |
| Афроамериканци    | 1 (0,2%)    | 0 (0,0%)   |
| Азијати           | 179 (37,4%) | 94 (32,0%) |
| Хиспаноамериканци | 30 (6,3%)   | 28 (9,5%)  |
| Укупно            | 478         | 294        |